# لیک‌ویو (ایلینوی)
لیک‌ویو (به انگلیسی: Lakeview) یک منطقهٔ مسکونی در ایالات متحده آمریکا است که در ایلینوی واقع شده‌است.